# Stellan Rye
Stellan Rye (Randers, Dinamarca, 4 de julio de 1880-Ypres, Bélgica, 14 de noviembre de 1914) fue un director de cine, guionista y actor danés.

## Biografía
De familia militar, Stellan Rye también siguió el mismo camino, y en 1900 ascendió a teniente del ejército danés. Cuatro años después comenzó a escribir poesía y relatos cortos para el semanario Verdensspejlet, muchos de ellos basados en su experiencia castrense. Se convirtió en amigo y protegido del gran escritor danés Herman Bang, muy aficionado a la interpretación y al teatro, y homosexual como él. Por su homosexualidad, Bang era una persona muy criticada y aislada socialmente, lo que le unió mucho a Rye. Éste llegó a escribir regularmente para el periódico København, en el que Bang participaba. 
En 1906 escribió y dirigió la obra Løgnens Ansigter (Las caras de la mentira) para el prestigioso teatro Dagmar de Copenhague. 
El 18 de marzo de 1911 fue arrestado junto con otros hombres por conducta indecente, a raíz de una investigación en los barracones de artillería de Bådsmandsstræde en Copenhague, en la que se reveló que hubo un intercambio de favores sexuales por dinero o regalos a lo largo de varios años. Por esta razón pasó cien días en prisión. Además fue expulsado del ejército y obligado a abandonar Copenhague. Antes de irse, realizó su primer trabajo en el cine, como guionista, para la película Det blaa Blod (estrenada en abril de 1912) de Vilhem Glückstadt, una de las películas danesas más importantes de la época, de la productora Det skandinavisk-russiske Handelshus. A raíz de este trabajo, el escritor alemán Hanns Heinz Ewers quiso trabajar con él, por lo que Rye se trasladó a Berlín.

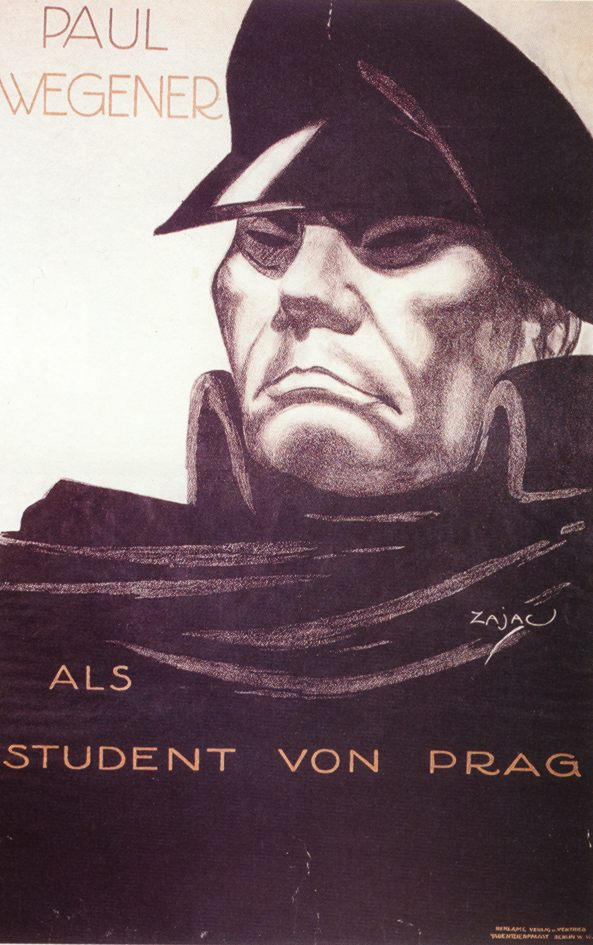
Cartel de la película El estudiante de Praga (1913), dirigida por Stellan Rye y protagonizada por Paul Wegener

Fruto de la colaboración de Ewers y Rye, en 1913 se rodó El estudiante de Praga, en la que el primero se hizo cargo del guion, y el segundo de la dirección. En esta película, el actor y futuro prestigioso director de cine Paul Wegener interpreta el papel del estudiante Balduin, y Lyda Salmonova el de la gitana Lyduschka. Wegener también tomó parte en el desarrollo del guion y la realización. La película asombró al público por llevar a la pantalla el mito romántico del doppelgänger o doble fantasmagórico. Ewers y Rye volvieron a desempeñar las funciones de guionista y director, respectivamente, en Evinrude, la historia de un aventurero, de 1914, en la que también Wegener interpretó el papel principal. En La hija del rey elfo (Erlkönigs Töchte) se narra una fantástica historia de un mundo paralelo al real inspirado en la mitología nórdica. Además de con Hanns Heinz Ewers y Paul Wegener, Rye colaboró en sus películas con otras destacadas personalidades alemanas, como el director Ernst Lubitsch, o el director de fotografía Guido Seeber. Su última película es la película inacabada La casa sin puerta (Das Haus ohne Tür), de 1914. 
Stellan Rye es considerado un precursor del cine expresionista alemán, por su técnica, temáticas románticas y misteriosas, y recursos narrativos como la duplicación de la personalidad o desenlaces violentos. Figura como uno de los directores más importantes e influyentes de la época previa a la Primera Guerra Mundial. Esta contienda acabó con su prometedora carrera. Se alistó en el Ejército Imperial Alemán, y tras ser herido y hecho prisionero en el Frente Occidental, murió el 14 de noviembre de 1914 en un hospital de campaña francés en Ypres (Bélgica) debido a las heridas sufridas

## Filmografía
| Año  | Título                                                                              | Rol                                | Notas                                                                      |
| ---- | ----------------------------------------------------------------------------------- | ---------------------------------- | -------------------------------------------------------------------------- |
| 1912 | Det blaa Blod                                                                       | Guionista                          | Dirigida por Vilhem Glückstadt                                             |
| 1913 | El estudiante de Praga (Der Student von Prag)                                       | Director                           | Paul Wegener interpreta el papel del estudiante                            |
| 1913 | ...denn alle Schuld rächt sich auf Erden                                            | Director y diseñador de producción |                                                                            |
| 1913 | De Dødes Ø                                                                          | Guionista                          | Dirigida por Vilhem Glückstadt                                             |
| 1913 | Die Eisbraut                                                                        | Director                           |                                                                            |
| 1913 | Die Augen des Ole Brandis                                                           | Director                           |                                                                            |
| 1913 | Der Verführte                                                                       | Codirector                         | Max Obal dirigió la película junto a Stellan Rye                           |
| 1914 | Kadra Sâfa                                                                          | Director                           |                                                                            |
| 1914 | Die goldene Fliege                                                                  | Director y guionista               |                                                                            |
| 1914 | Evinrude, la historia de un aventurero (Evinrude, die Geschichte eines Abenteurers) | Director                           | Paul Wegener interpreta el papel de Evinrude                               |
| 1914 | Ein Sommernachtstraum in unserer Zeit                                               | Director y guionista               |                                                                            |
| 1914 | Condición: ¡Parientes no! (Bedingung - Kein Anhang!)                                | Director                           | Cortometraje. Ernst Lubitsch interpreta el papel de marido de la bailarina |
| 1914 | Der Sängerkrieg im Löwenkäfig                                                       | Actor                              | Cortometraje dirigido por Emil Albes                                       |
| 1914 | Der Flug in die Sonne                                                               | Director y guionista               |                                                                            |
| 1914 | Der Ring des schwedischen Reiters                                                   | Director y guionista               | Cortometraje                                                               |
| 1914 | Erlkönigs Töchter                                                                   | Director y guionista               | Cortometraje                                                               |
| 1914 | Der Prinzenraub                                                                     | Director                           |                                                                            |
| 1914 | Gendarm Möbius                                                                      | Director y guionista               | Dirigida por Paul Wegener con Stellan Rye como asistente de dirección      |
| 1914 | La casa sin puerta (Das Haus ohne Tür)                                              | Director                           | No se conservan copias. Posiblemente incabada                              |